# Гі де Ротшильд
Барон Гі де Ротшильд (21 травня 1909 — 12 червня 2007) — банкір, член французької гілки фінансової династії Ротшильдів. Був головою ради директорів банку de Rothschild Frères з 1967 по 1979 рік, коли той був націоналізований французьким урядом на чолі з Франсуа Міттераном. Крім того володів майном в інших французьких та іноземних компаніях, у тому числі Imerys. Увійшов у Зал слави міжнародного списку найстильніших чоловіків (International Best Dressed List Hall of Fame) в 1985 році.

## Біографія
Барон Гі де Ротшильд народився в Парижі в сім'ї барона Едуарда А. Д. де Ротшильда (1868-1949) і Жермени Аліси Хальфен (1884-1975). Його старший брат Едуард Альфонс Еміль Ліонел (1906-1911), помер дитиною внаслідок гострого апендициту. Також у нього було дві молодші сестри: Жаклін і Бетсабе. Був праправнуком засновника династії Майєра Амшеля Ротшильда. Він виріс у батьківському будинку на розі вулиці Ріволі і площі Згоди в Парижі (будинок колись належав Талейрану, а зараз в ньому розміщується посольство США) і в маєтку де Фер'єр  в 25 милях на північний схід від Парижа у великому будинку, побудованому Джозефом Пакстоном у 1850-х роках. Архітектура будинку була заснована на Mentmore Towers, який Джозеф Пакстон побудував для барона Майєра де Ротшильда з англійської гілки династії Ротшильдів.
Отримав освіту в Lycée Condorcet, в ліцеї Людовіка Великого в Парижі, а також з допомогою приватних репетиторів. Військову службу він провів у кавалерії у Сомюр, грав у гольф за Францію. Виграв Гран-прі Південного Заходу в 1948 році.
Гі одружувався два рази. У 1937 році він одружився з далекою родичкою баронесою Алікс Герміною Жанетт Шей де Коромла (1911-1982), колишньою дружиною Курта Крамера і молодшою дочкою угорського барона Філіпа Шей фон Коромла від першого шлюбу, з якою у нього народився син Рене Давид де Ротшильд. Крім того, у Ротшильда було дві падчерки: Лілі і Беттіна Крамер. Вони розлучилися в 1956 році. Вдруге він одружився з баронесою Марі-Елен ван Зюйлен де Ніевельт де Хаар (1927-1996), чий шлюб з графом Франсуа де Нікола також був розірваний в 1956 році. Як і в першому випадку, друга дружина була далекою родичкою Ротшильда, але католичкою. У шлюбі у них народився Едуард Етьєн де Ротшильд.
Після другого весілля Гі оновив маєток де Фер'єр, де проводив розкішні костюмовані бали на початку 1970-х, а потім подарував Університету Парижа в 1975 році. У тому ж році він купив готель Ламбер на острові Сен-Луї в Парижі, верхні поверхи якого стали його паризькою резиденцією.

## Військова служба
В 1940 році після окупації Франції Німеччиною під час Другої світової війни батьки Гі з його сестрою покинули Францію і вирушили в безпечний Нью-Йорк. Сам Гі де Ротшильд був покликаний у французьку армію і був командиром 3-ї легкої механізованої дивізії у французькій кампанії на початку 1940 року. Після битви з нацистами при Карвені (Carvin) він у складі французької армії був змушений відступити до Дюнкерка. За свої дії при евакуації залишків французької армії з Дюнкерка в Англію Гі був нагороджений військовим хрестом. Після цього він негайно повернувся у Францію, висадився в Бресті, Франція, і очолив сімейний офіс у La Bourboule, біля Клермон-Ферран.
При режимі Віші його батько і дядьки були позбавлені французького громадянства, викреслені з реєстру Ордена Почесного легіону, а сім'я була змушена продати все своє майно у Франції. Гі де Ротшильду вдалося домовитися з покупцями і отримати право пізніше викупити все своє майно назад. Він покинув Францію через Іспанію і Португалію і приєднався до своїх батьків у Нью-Йорку. Він приєднався до руху «Вільна Франція» і сів на вантажний корабель Pacific Grove, щоб повернутися назад в Європу. Його корабель був торпедований і потонув у березні 1943 року. Гі був врятований провівши 12 годин у водах Атлантичного океану. В Англії він приєднався до штабу генерала Марі-П'єра Кеніга, входив в Головне командування союзних сил біля Портсмута.